# Mănăstirea Cașin
Mănăstirea Cașin est une commune roumaine située dans le județ de Bacău.